# Die Maske (Tschechow)

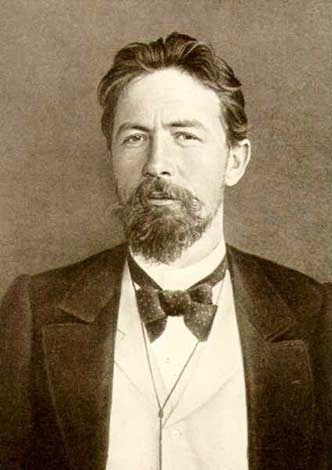
Anton Tschechow

Die Maske (russisch Маска, Maska) ist eine Kurzgeschichte des russischen Schriftstellers Anton Tschechow, die am 27. Oktober 1884 in der Moskauer humoristischen Wochenzeitung Raswletschenije erschien.

## Inhalt
In einer russischen Provinzstadt nehmen ein paar Herren im sonst stillen Lesesaal keine Notiz von dem Maskenball zu karitativem Zweck, der durch die übrigen Räume des Öffentlichen Städtischen Klubs tobt. Da stört ein als Kutscher Kostümierter und Maskierter mit Pfauenfedern am Hut die Ruhe. Der Unbekannte reißt dem Bankdirektor Shestjakow die Zeitung aus der Hand und zerfetzt das Papier. Dem Kassierer des Waisenhauses Belebuchin droht der Maskierte Genickschläge an, falls dieser weiterlesen sollte. Der Bankdirektor ruft den im Klub präsenten Ordnungshüter. Letzterer will den Störer hinauswerfen lassen. Der Streit eskaliert. Aus dem Tanzsaal werden Neugierige in den Lesesaal gelockt. Der Randalierer demaskiert sich. Der Kassierer Belebuchin erstarrt und verlässt den Saal, denn der Enttarnte ist der Fabrikant Jegor Nilytsch Pjatigorow, ein Millionär und erblicher Ehrenbürger der Stadt. Beherzt bleibt Belebuchin im Klub und bietet gegen Ende des langen Abends dem volltrunkenen Millionär untertänig und mit Erfolg seine Begleitung nach Hause an.
Der Bankdirektor bemerkt gutgelaunt zum Ordnungshüter, der Fall habe sich erledigt, denn Pjatigorow habe sich von ihm mit Handschlag verabschiedet. Der Ordnungshüter kann nicht widersprechen; nennt den Millionär zwar einen niederträchtigen Halunken, muss aber beipflichten: „… ein Wohltäter ist er doch! Da kann man nichts machen!“

## Verfilmung
- 1938, Sowjetunion, Filmstudio Sowjetisches Weißrussland: Die Maske[4] – 25 min-Kurzfilm von Sergei Sploschnow mit Stepan Kajukow[5] als Pjatigorow und Witali Polizeimako[6] als Ordnungshüter.

## Verwendete Ausgabe
- Gerhard Dick (Hrsg.), Wolf Düwel (Hrsg.): Anton Tschechow: Gesammelte Werke in Einzelbänden: Die Maske. S. 235–241 in: Gerhard Dick (Hrsg.): Anton Tschechow: Vom Regen in die Traufe. Kurzgeschichten. Aus dem Russischen übersetzt von Ada Knipper und Gerhard Dick. Mit einem Vorwort von Wolf Düwel. 630 Seiten. Rütten & Loening, Berlin 1964 (1. Aufl.)[7]